# Ich weiß, daß mein Erlöser lebt, TWV 1:877
Ich weiß, daß mein Erlöser lebt (en español, Sé que mi redentor vive), TWV 1:877, BWV 160, es una cantata sacra compuesta alrededor de 1725 por Georg Philipp Telemann para el Domingo de Resurrección, anteriormente atribuida a Johann Sebastian Bach.

## Historia
Una copia manuscrita del siglo XVIII de Heinrich Nikolaus Gerber, alumno de Bach, identificaba a Bach como compositor de la obra y sobre esta base se publicó como propia de Bach en el siglo XIX y se le asignó el número 160 en el Bach-Werke-Verzeichnis. Otros manuscritos del siglo XVIII atribuían la obra a Telemann. Autenticada como obra suya, le asignaron el número 1:877 en el Telemann-Werke-Verzeichnis. Es una de las obras que Bach había copiado para poder interpretarla durante su trabajo como Thomaskantor en Leipzig.

## Estructura
La pieza es una cantata solista con letra de Erdmann Neumeister. Tiene partitura para tenor solista, violín, fagot y bajo continuo. Está compuesta de cinco movimientos (todos en do mayor), alternando entre arias y recitativos.
| N.º | Tipo       | Texto                                    | Tiempo |
| --- | ---------- | ---------------------------------------- | ------ |
| 1   | Aria       | Ich weiß, daß mein Erlöser lebt          | 3/4    |
| 2   | Recitativo | Er lebt und ist von Todten auferstanden! | 4/4    |
| 3   | Aria       | Gott Lob, Gott Lob                       | 4/4    |
| 4   | Recitativo | So biet' ich allen Teufeln Trutz!        | 4/4    |
| 5   | Aria       | Nun, ich halte mich bereit               | 4/4    |

## Grabaciones
- Heidelberger Kammerorchester, Heinz Markus Göttsche. J.S. Bach: Cantatas BWV 55, BWV 160 & BWV 189. Oryx, 1968.
- Kammerorchester Carl Philipp Emanuel Bach, Peter Schreier. J.S. Bach: Solo-Kantaten und Arien. Philips, 1994.
- RIAS-Kammerorchester, Karl Ristenpart. The RIAS Bach Cantatas Project. Audite, 1950.